# 1-ше Тукатово
1-ше Тука́тово (рос. 1-е Тукатово, башк. 1-се Түкәт) — присілок у складі Кугарчинського району Башкортостану, Росія. Входить до складу Нукаєвської сільської ради.
Населення — 147 осіб (2010; 153 в 2002).
Національний склад:
- башкири — 97%